# Luke Hughes (baseball)
Pour les articles homonymes, voir Luke Hughes.
Luke Trevor Hughes, né le 19 août 1984 à Perth (Australie) est un joueur australien de baseball évoluant en Ligue majeure de baseball avec les Athletics d'Oakland. International australien, il débute en Ligue majeure le 28 avril 2010 avec les Twins du Minnesota.

## Carrière
Hugues joue en Ligue internationale de baseball australien en 2001-2002. Il enregistre de belles performances et est recruté par l'organisation des Twins du Minnesota. Il passe six saisons en Ligues mineures avant d'effectuer ses débuts en Ligue majeure le 28 avril 2010. Il réussit un coup de circuit lors de son premier passage au bâton en Majeure.
Il joue 96 matchs avec Minnesota en 2011, alternant entre le premier et le deuxième but et jouant aussi à l'occasion au troisième sac. Sa moyenne au bâton est de ,223 pour l'année avec 7 circuits et 30 points produits.
Avec la sélection nationale australienne, il prend notamment part aux deux premières éditions de la Classique mondiale de baseball (2006 et 2009) et aux trois dernières éditions de la Coupe du monde (2005, 2007 et 2009).
Après avoir commencé la saison 2012 chez les Twins du Minnesota, il est réclamé au ballottage par les Athletics d'Oakland le 22 avril.

## Statistiques
| Saison | Équipe    | G | AB | R | H | 2B | 3B | HR | RBI | SB | BA    |
| ------ | --------- | - | -- | - | - | -- | -- | -- | --- | -- | ----- |
| 2010   | Minnesota | 2 | 7  | 1 | 2 | 0  | 0  | 1  | 1   | 0  | 0,286 |
| Totaux | Totaux    | 2 | 7  | 1 | 2 | 0  | 0  | 1  | 1   | 0  | 0,286 |

Note : G = Matches joués ; AB = Passages au bâton; R = Points ; H = Coups sûrs ; 2B = Doubles ; 3B = Triples ; 
HR = Coup de circuit ; RBI = Points produits ; SB = Buts volés ; BA = Moyenne au bâton.